# 織田貞幹
織田 貞幹（おだ さだもと）は、江戸時代前期から中期にかけての尾張藩家老・茶人。官位は従五位下・周防守。

## 生涯
織田信次の子として誕生した。父・信次は織田信長の九男・織田信貞の長男であったものの、病弱のため弟の貞置に家督を譲った。貞幹は叔父の旗本・貞置の養子となり、貞置から有楽流を学んだ（尾州有楽流）。
後に尾張藩2代藩主・徳川光友に召し出されて、尾張藩士になった。始めは光友の嫡子・綱誠の小姓となり、100石を与えられた。次第に加増されて最終的には4000石になった。元禄9年（1696年）7月3日、国家老となる。宝永4年（1707年）12月23日、従五位下・周防守に叙任される。享保3年（1718年）7月25日に隠居し、長男の長恒に家督を譲る。以後、巻有と号する。なお、山崎闇斎の弟子・佐藤直方に朱子学を学んだ。
享保6年（1721年）7月25日死去。享年69。戒名は雲岱院岫巖巻有。菩提寺は、名古屋市中区の總見寺。

## 系譜
子女は3男4女。
- 父：織田信次
- 母：不詳
- 養父：織田貞置
- 妻：不詳
  - 長男：織田長恒
  - 次男：織田長居

長男の長恒は家督を相続、次男の長居は分家した。